# Tom Welling

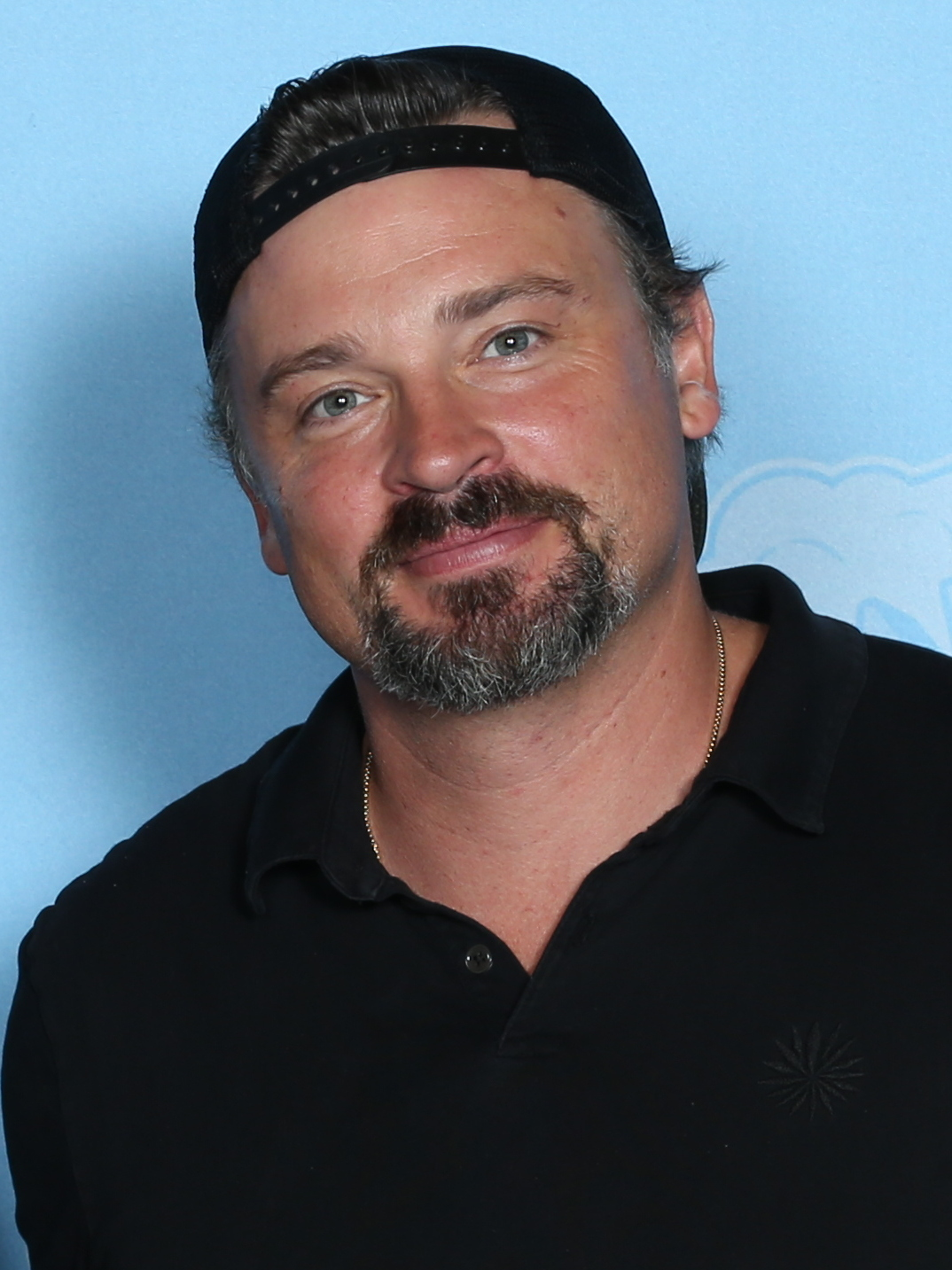
Tom Welling (2022)

Thomas Joseph Welling (* 26. April 1977 in Putnam Valley, New York) ist ein US-amerikanischer Schauspieler.

## Leben
Welling hat irische, deutsche und indianische Vorfahren. Er wurde als Sohn eines leitenden Angestellten des Automobilkonzerns General Motors geboren. Er wuchs an den Einsatzorten seines Vaters Hockessin in Delaware und Okemos in Michigan auf. Nach seinem Abschluss an der Okemos High School im Jahr 1995 arbeitete er zunächst als Bauarbeiter, wobei er weiterhin bei seinen Eltern wohnte. 1998 wurde er von einem Talent-Scout als Fotomodell für einen Warenkatalog entdeckt. Welling zog im Jahr 2000 nach Los Angeles, wo er als Fotomodell, u. a. für Tommy Hilfiger, arbeitete und zugleich versuchte, eine Schauspielkarriere zu starten.
Seine erste größere Rolle war ein Gastauftritt in der Fernsehserie Für alle Fälle Amy (2001), in der er für sechs Folgen Amy Brennemans romantischen Liebhaber Rob Melzer darstellte.
Seinen Durchbruch hatte Welling als Clark Kent in der erfolgreichen US-Serie Smallville, in der er den noch jugendlichen Superman spielt, der mit seinen immer größer und umfangreicher werdenden Fähigkeiten zu kämpfen hat. Für diese Rolle wurde landesweit nach einem jungen und frischen Gesicht gesucht. Welling lehnte zunächst zweimal ab, nahm das Angebot schließlich an und wurde durch die Serie zum Star. Für die Dreharbeiten von Smallville zog er nach Vancouver. Im März 2011 zog er zurück nach Los Angeles.
Von 2002 bis 2015 war Welling mit Jamie A. White verheiratet. Im April 2018 gab Welling die Verlobung mit Jessica Rose Lee bekannt. Am 5. Januar 2019 kam das erste gemeinsame Kind des Paares, ein Sohn, zur Welt.
Wellings deutscher Standardsynchronsprecher ist Timmo Niesner.

## Filmografie (Auswahl)

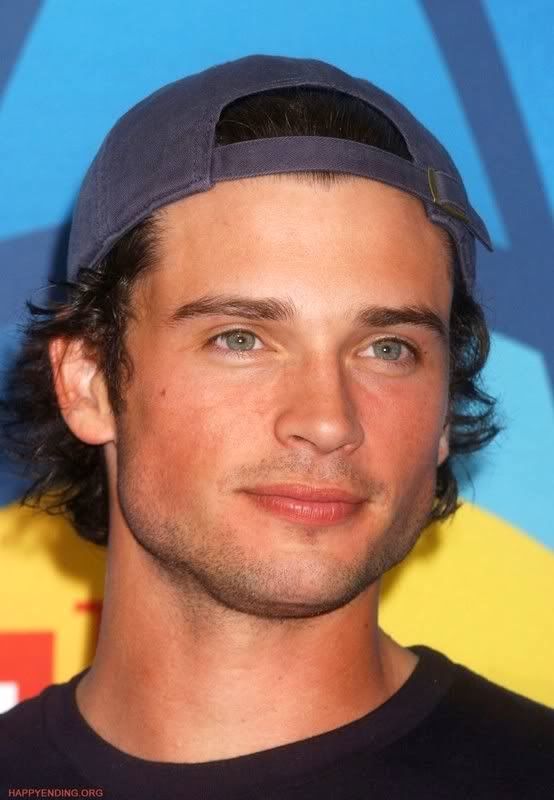
Tom Welling (2013)

- 2001–2011: Smallville (Fernsehserie, 217 Folgen)
- 2001: Für alle Fälle Amy (Judging Amy, Fernsehserie, sechs Folgen)
- 2001: Special Unit 2 – Die Monsterjäger (Special Unit 2, Fernsehserie, Folge 1.06)
- 2001: American Campus – Reif für die Uni? (Undeclared, Fernsehserie, Folge 1.01)
- 2003: Im Dutzend billiger (Cheaper by the Dozen)
- 2005: The Fog – Nebel des Grauens (The Fog)
- 2005: Im Dutzend billiger 2 – Zwei Väter drehen durch (Cheaper by the Dozen 2)
- 2013: Parkland
- 2014: Draft Day
- 2016: The Choice – Bis zum letzten Tag (The Choice)
- 2017–2018: Lucifer (Fernsehserie, 22 Folgen)
- 2019: Batwoman (Fernsehserie, Folge 1x09)
- 2020: Professionals (Fernsehserie, zehn Folgen)
- 2022–2023: The Winchesters (Fernsehserie, drei Folgen)

## Auszeichnungen
Saturn Award
- 2002: Nominierung in der Kategorie Bester TV-Hauptdarsteller für Smallville
- 2003: Nominierung in der Kategorie Bester TV-Hauptdarsteller für Smallville
- 2004: Nominierung in der Kategorie Bester TV-Hauptdarsteller für Smallville
- 2005: Nominierung in der Kategorie Bester TV-Hauptdarsteller für Smallville
- 2006: Nominierung in der Kategorie Bester TV-Hauptdarsteller für Smallville

Teen Choice Award
- 2002: Choice Breakout Star, Male für Smallville
- 2002: Nominierung in der Kategorie Choice Actor, Drama für Smallville
- 2003: Nominierung in der Kategorie Choice TV Actor, Drama/Action Adventure für Smallville
- 2004: Nominierung in der Kategorie Choice Breakout Star, Male für Im Dutzend billiger
- 2004: Nominierung in der Kategorie Choice TV Actor, Drama/Action Adventure für Smallville
- 2005: Nominierung in der Kategorie Choice TV Actor, Drama für Smallville
- 2006: Nominierung in der Kategorie Choice TV Actor, Drama/Action Adventure für Smallville
- 2006: Nominierung in der Kategorie Choice Chemistry (mit Kristin Kreuk) für Smallville
- 2008: Nominierung in der Kategorie Choice TV Actor, Action Adventure für Smallville
- 2010: Nominierung in der Kategorie Choice TV Actor, Fantasy/Sci-Fi für Smallville
- 2011: Nominierung in der Kategorie Choice TV Actor, Fantasy/Sci-Fi für Smallville